# U-17-Fußball-Weltmeisterschaft der Frauen 2008/Gruppe B
Resultate der Gruppe B der U-17-Fußball-Weltmeisterschaft der Frauen 2008:
| Pl. | Land        | Sp. | S | U | N | Tore    | Diff. | Punkte |
| --- | ----------- | --- | - | - | - | ------- | ----- | ------ |
| 1.  | Deutschland | 3   | 2 | 1 | 0 | 009:300 | +6    | 07     |
| 2.  | Nordkorea   | 3   | 1 | 2 | 0 | 004:300 | +1    | 05     |
| 3.  | Ghana       | 3   | 1 | 1 | 1 | 004:400 | ±0    | 04     |
| 4.  | Costa Rica  | 3   | 0 | 0 | 3 | 001:800 | −7    | 0      |

## Costa Rica – Deutschland 0:5 (0:3)
| Costa Rica                                                                    | Costa Rica | Deutschland | Deutschland |
| ----------------------------------------------------------------------------- | --- | --- | ----------- |
| Costa Rica                                                                    | \| 29. Oktober 2008 um 0:00 Uhr (MESZ) in Christchurch (Queen Elizabeth II Park) \| \| Zuschauer: 4.105 \| \| Schiedsrichterin: Etsuko Fukano ( Japan) \| | \| 29. Oktober 2008 um 0:00 Uhr (MESZ) in Christchurch (Queen Elizabeth II Park) \| \| Zuschauer: 4.105 \| \| Schiedsrichterin: Etsuko Fukano ( Japan) \| | Deutschland |
| Costa Rica                                                                    | Priscilla Tapia – Gabriela Guillen, Daniela Cruz, Adriana Guzman, Krickshia Spence – Mariela Campos, Katherine Alvarado , Jacqueline Mata (46. Carolina Morales) – Raquel Rodriguez Cedeno, Raquel Rodriguez Vasquez, Yocxelin Rodriguez (46. Fabiola Sanchez) Cheftrainerin: Juan Quesada | Anna Felicitas Sarholz – Inka Wesely, Valeria Kleiner , Carolin Simon, Leonie Maier – Marie-Louise Bagehorn, Turid Knaak (66. Nicole Rolser) – Lynn Mester, Tabea Kemme – Dzsenifer Marozsán (74. Hasret Kayikçi), Alexandra Popp (77. Ivana Rudelic) Cheftrainer: Ralf Peter | Deutschland |
| Costa Rica                                                                    | 0:1 Lynn Mester (17.) 0:2 Dzsenifer Marozsán (34.) 0:3 Dzsenifer Marozsán (43.) 0:4 Turid Knaak (51.) 0:5 Tabea Kemme (66.) | | Deutschland |
| Costa Rica                                                                    | Krickshia Spence (64.), Gabriela Guillen (68.), Gabriela Guillen (81.) | | Deutschland |
| 29. Oktober 2008 um 0:00 Uhr (MESZ) in Christchurch (Queen Elizabeth II Park) | | |             |
| Zuschauer: 4.105                                                              | | |             |
| Schiedsrichterin: Etsuko Fukano ( Japan)                                      | | |             |

## Nordkorea – Ghana 1:1 (0:0)
| Nordkorea                                                                     | Nordkorea | Ghana | Ghana |
| ----------------------------------------------------------------------------- | --- | --- | ----- |
| Nordkorea                                                                     | \| 29. Oktober 2008 um 3:00 Uhr (MESZ) in Christchurch (Queen Elizabeth II Park) \| \| Zuschauer: 453 \| \| Schiedsrichterin: Natalja Awdontschenko ( Russland) \|                          | \| 29. Oktober 2008 um 3:00 Uhr (MESZ) in Christchurch (Queen Elizabeth II Park) \| \| Zuschauer: 453 \| \| Schiedsrichterin: Natalja Awdontschenko ( Russland) \|                                                                 | Ghana |
| Nordkorea                                                                     | Hong Myong-hui – Hyon Un Hui, Jon Hong Yon, Kim Sol Hui, Kim Hyon Mi, Kim Un Hyang (62. Yun Hyon Hi) – Kim UJ, Kim Un Ju, Pae Yon Hui , Ho Un-byol – Jon Myong Hwa Cheftrainerin: Ri Ui Ham | Patricia Mantey – Edem Atovor, Linda Eshun, Mantenn Kobblah – Juliet Acheampong, Elizabeth Addo, Mercy Myles (63. Elizabeth Cudjoe) – Florence Dadson, Isha Fordjour, Deborah Afriyie, Rosemary Ampem Cheftrainer: Abraham Allotey | Ghana |
| Nordkorea                                                                     | 1:0 Ho Un-byol (69.) | 1:1 Florence Dadson (73.) | Ghana |
| Nordkorea                                                                     | Hong Myong-hui (89.) | | Ghana |
| 29. Oktober 2008 um 3:00 Uhr (MESZ) in Christchurch (Queen Elizabeth II Park) | | |       |
| Zuschauer: 453                                                                | | |       |
| Schiedsrichterin: Natalja Awdontschenko ( Russland)                           | | |       |

## Ghana – Deutschland 2:3 (0:2)
| Ghana                                                                         | Ghana | Deutschland | Deutschland |
| ----------------------------------------------------------------------------- | --- | --- | ----------- |
| Ghana                                                                         | \| 1. November 2008 um 1:00 Uhr (MESZ) in Christchurch (Queen Elizabeth II Park) \| \| Schiedsrichterin: Kirsi Savolainen ( Finnland) \| | \| 1. November 2008 um 1:00 Uhr (MESZ) in Christchurch (Queen Elizabeth II Park) \| \| Schiedsrichterin: Kirsi Savolainen ( Finnland) \| | Deutschland |
| Ghana                                                                         | Patricia Mantey – Henrietta Annie (46. Edem Atovor), Linda Eshun, Mantenn Kobblah – Elizabeth Cudjoe, Juliet Acheampong, Elizabeth Addo (46. Isha Fordjour), Mercy Myles – Florence Dadson, Deborah Afriyie (65. Candice Osei-Agyemang), Rosemary Ampem Cheftrainerin: Abraham Allotey | Anna Felicitas Sarholz – Inka Wesely, Valeria Kleiner , Carolin Simon, Leonie Maier – Marie-Louise Bagehorn, Turid Knaak, Lynn Mester (86. Claudia Götte), Isabelle Linden (46. Svenja Huth) – Tabea Kemme (81. Ivana Rudelic), Dzsenifer Marozsán, Alexandra Popp Cheftrainer: Ralf Peter | Deutschland |
| Ghana                                                                         | 1:2 Florence Dadson (65.) 2:3 Isha Fordjour (86.) | 0:1 Dzsenifer Marozsán (34., Foulelfmeter) 0:2 Dzsenifer Marozsán (35.) 1:3 Leonie Maier (69.) | Deutschland |
| Ghana                                                                         | Linda Eshun (5.) | | Deutschland |
| 1. November 2008 um 1:00 Uhr (MESZ) in Christchurch (Queen Elizabeth II Park) | | |             |
| Schiedsrichterin: Kirsi Savolainen ( Finnland)                                | | |             |

## Costa Rica – Nordkorea 1:2 (1:1)
| Costa Rica                                                                    | Costa Rica | Nordkorea | Nordkorea |
| ----------------------------------------------------------------------------- | --- | --- | --------- |
| Costa Rica                                                                    | \| 1. November 2008 um 4:00 Uhr (MESZ) in Christchurch (Queen Elizabeth II Park) \| \| Zuschauer: 4.272 \| \| Schiedsrichterin: Cristina Dorcioman ( Rumänien) \| | \| 1. November 2008 um 4:00 Uhr (MESZ) in Christchurch (Queen Elizabeth II Park) \| \| Zuschauer: 4.272 \| \| Schiedsrichterin: Cristina Dorcioman ( Rumänien) \|                                        | Nordkorea |
| Costa Rica                                                                    | Priscilla Tapia – Maria Barquero, Daniela Cruz, Adriana Guzman, Krickshia Spence – Mariela Campos, Katherine Alvarado , Jacqueline Mata (73. Carolina Morales) – Raquel Rodriguez Cedeno, Raquel Rodriguez Vasquez, Yocxelin Rodriguez (60. Jazmine Guzman) Cheftrainerin: Juan Quesada | Hong Myong-hui – Hyon Un Hui, Jon Hong Yon, Kim Sol Hui, Kim Hyon Mi, Kim Un Hyang – Kim UJ (46. Ri Un Ae), Kim Un Ju (50. Yun Hyon Hi), Pae Yon Hui , Ho Un-byol – Jon Myong Hwa Cheftrainer: Ri Ui Ham | Nordkorea |
| Costa Rica                                                                    | 1:1 Raquel Rodriguez Cedeno (20.) | 0:1 Yun Hyon Hi (16.) 1:2 Yun Hyon Hi (65.) | Nordkorea |
| 1. November 2008 um 4:00 Uhr (MESZ) in Christchurch (Queen Elizabeth II Park) | | |           |
| Zuschauer: 4.272                                                              | | |           |
| Schiedsrichterin: Cristina Dorcioman ( Rumänien)                              | | |           |

## Ghana – Costa Rica 1:0 (1:0)
| Ghana                                                                  | Ghana | Costa Rica | Costa Rica |
| ---------------------------------------------------------------------- | --- | --- | ---------- |
| Ghana                                                                  | \| 4. November 2007 um 4:00 Uhr (MESZ) in Wellington (Wellington Stadium) \| \| Schiedsrichterin: Cha Sung-mi ( Südkorea) \| | \| 4. November 2007 um 4:00 Uhr (MESZ) in Wellington (Wellington Stadium) \| \| Schiedsrichterin: Cha Sung-mi ( Südkorea) \| | Costa Rica |
| Ghana                                                                  | Patricia Mantey – Edem Atovor, Linda Eshun, Mantenn Kobblah – Juliet Acheampong, Elizabeth Cudjoe, Mercy Myles (63. Elizabeth Addo) – Florence Dadson, Deborah Afriyie, Rosemary Ampem, Candice Osei-Agyemang (69. Isha Fordjour) Cheftrainerin: Trainerin: Abraham Allotey | Priscilla Tapia – Maria Barquero, Gabriela Guillen, Daniela Cruz, Adriana Guzman, Krickshia Spence (27. Jacqueline Mata, 78. Yocxelin Rodriguez), Fabiola Sanchez – Mariela Campos, Katherine Alvarado – Raquel Rodriguez Cedeno, Raquel Rodriguez Vasquez (68. Carolina Morales) Cheftrainerin: Juan Quesada | Costa Rica |
| Ghana                                                                  | 1:0 Deborah Afriyie (19.) | | Costa Rica |
| Ghana                                                                  | Maria Barquero (88.) | | Costa Rica |
| 4. November 2007 um 4:00 Uhr (MESZ) in Wellington (Wellington Stadium) | | |            |
| Schiedsrichterin: Cha Sung-mi ( Südkorea)                              | | |            |

## Deutschland – Nordkorea 1:1 (1:0)
| Deutschland                                                       | Deutschland | Nordkorea | Nordkorea |
| ----------------------------------------------------------------- | --- | --- | --------- |
| Deutschland                                                       | \| 4. November 2008 um 4:00 Uhr (MESZ) in Hamilton (Waikato Stadium) \| \| Schiedsrichterin: Michelle Pye ( Kanada) \| | \| 4. November 2008 um 4:00 Uhr (MESZ) in Hamilton (Waikato Stadium) \| \| Schiedsrichterin: Michelle Pye ( Kanada) \| | Nordkorea |
| Deutschland                                                       | Almuth Schult – Inka Wesely, Valeria Kleiner , Carolin Simon, Leonie Maier – Marie-Louise Bagehorn, Claudia Götte (72. Lynn Mester), Nicole Rolser (68. Isabelle Linden) – Dzsenifer Marozsán, Alexandra Popp, Ivana Rudelic ( 68. Tabea Kemme) Cheftrainer: Ralf Peter | Hong Myong-hui – Hyon Un Hui, Jon Hong Yon, Kim Sol Hui, Kim Hyon Mi, Kim Un Hyang (65. Ri Un Ae) – Kim UJ, Pae Yon Hui , Ho Un-byol – Jon Myong Hwa (90. Kim Un Ju), Yun Hyon Hi (70. Jang Hyon Sun) Cheftrainerin: Ri Ui Ham | Nordkorea |
| Deutschland                                                       | 1:0 Alexandra Popp (3.) | 1:1 Jon Myong Hwa (58.) | Nordkorea |
| 4. November 2008 um 4:00 Uhr (MESZ) in Hamilton (Waikato Stadium) | | |           |
| Schiedsrichterin: Michelle Pye ( Kanada)                          | | |           |